# بيتر شابمان
بيتر شابمان (بالإنجليزية: Peter Chapman)‏ هو رسام كارتون أسترالي، ولد في 23 أبريل 1925 في Cammeray ‏ في أستراليا، وتوفي في 22 يونيو 2016 في نارابري في أستراليا.